# Phương trình Schrödinger
Phương trình Schrödinger là một phương trình cơ bản của vật lý lượng tử mô tả sự biến đổi trạng thái lượng tử của một hệ vật lý theo thời gian, thay thế cho các định luật Newton và biến đổi Galileo trong cơ học cổ điển.
Trong cơ học lượng tử, trạng thái lượng tử của một hệ vật lý được mô tả đầy đủ nhất bởi một vector trạng thái thí dụ như hàm sóng trong không gian cấu hình, nghiệm của phương trình Schrödinger. Nghiệm của phương trình Schrödinger không chỉ mô tả các hệ nguyên tử và hạ nguyên tử (nguyên tử, phân tử, hạt nhân, điện tử và các hạt cơ bản khác) mà cả các hệ vĩ mô, thậm chí có thể là toàn bộ Vũ trụ.
Phương trình này được đặt tên theo nhà vật lý người Áo Erwin Schrödinger, người đã lần đầu tiên thiết lập nó vào năm 1926.
{\displaystyle i\hbar {\frac {\partial \psi }{\partial t}}=\left(-{\frac {\hbar ^{2}}{2m}}\Delta ^{2}+V\right)\psi }
Phương trình Schrödinger có nhiều dạng khác nhau, tùy thuộc vào các điều kiện khác nhau của hệ vật lý. Mục này nhằm mục đích giới thiệu phương trình Schrödinger cho trường hợp tổng quát và cho các trường hợp đơn giản hơn thường gặp.

### Hệ lượng tử tổng quát
Đối với một hệ lượng tử tổng quát:
{\displaystyle i\hbar {\frac {\partial }{\partial t}}\Psi (\mathbf {r} ,\,t)={\hat {H}}\Psi (\mathbf {r} ,t)}
trong đó 
- {\displaystyle i} là đơn vị ảo
- {\displaystyle \Psi (\mathbf {r} ,t)} là hàm sóng, biên độ xác suất cho các cấu hình khác nhau của hệ
- {\displaystyle \hbar } là hằng số Planck thu gọn (thường được chuẩn hóa về đơn vị trong các hệ đơn vị tự nhiên)
- {\displaystyle {\hat {H}}} là toán tử Hamilton.

### Trường hợp một hạt trong không gian ba chiều
Đối với một hệ gồm một hạt trong ba chiều:
{\displaystyle i\hbar {\frac {\partial }{\partial t}}\Psi (\mathbf {r} ,\,t)=-{\frac {\hbar ^{2}}{2m}}\nabla ^{2}\Psi (\mathbf {r} ,\,t)+V(\mathbf {r} )\Psi (\mathbf {r} ,\,t)}
trong đó
- {\displaystyle \mathbf {r} =(x,y,z)} là tọa độ của hạt trong không gian ba chiều,
- {\displaystyle \Psi (\mathbf {r} ,t)} là hàm sóng, biên độ xác suất để hạt có một tọa độ xác định r ở một thời điểm xác định bất kì t.
- {\displaystyle m} là khối lượng của hạt.
- {\displaystyle V(\mathbf {r} )} là thế năng không phụ thuộc thời gian của hạt ở tọa độ r.
- {\displaystyle \nabla ^{2}} là toán tử Laplace.

## Xây dựng phương trình

#### Các giả thiết
(1)Năng lượng toàn phần E của một hạt
{\displaystyle E=T+V={\frac {p^{2}}{2m}}+V}
Đây là biểu thức cổ điển cho một hạt có khối lượng m trong đó năng lượng toàn phần E là tổng của động năng, {\displaystyle T={\frac {p^{2}}{2m}}}, và thế năng V. Xung lượng của hạt là p, hay tích của khối lượng và vận tốc. Thế năng là một hàm biến đổi theo vị trí và cũng có thể biến đổi cả theo thời gian.
Chú ý rằng năng lượng E và xung lượng p xuất hiện trong các hệ thức sau:
(2) Giả thuyết về lượng tử ánh sáng của Max Planck năm 1905, khẳng định rằng năng lượng của một photon tỷ lệ với tần số của sóng điện từ tương ứng:
{\displaystyle E=hf={h \over 2\pi }(2\pi f)=\hbar \omega \;}
trong đó tần số f và năng lượng E của lượng tử ánh sáng (photon) được liên hệ bởi hăng số Planck h,
và {\displaystyle \omega =2\pi f\;} là tần số góc của sóng.
(3) Giả thuyết de Broglie năm 1924, phát biểu rằng bất kì một hạt nào cũng có thể liên quan đến một sóng, được biểu diễn một cách toán học bởi hàm sóng Ψ, và xung lượng p của hạt được liên hệ với bước sóng λ của sóng liên kết bởi hệ thức:
{\displaystyle p={h \over \lambda }={h \over 2\pi }{2\pi  \over \lambda }=\hbar k\;}
trong đó {\displaystyle \lambda \,} là bước sóng và {\displaystyle k=2\pi /\lambda \;} là hằng số sóng hay số sóng góc.
Biểu diễn p and k như là những vector, chúng ta có
{\displaystyle \mathbf {p} =\hbar \mathbf {k} \;}
(4) Giả thiết rằng phương trình sóng phải là tuyến tính. Ba giả thuyết ở trên cho phép chúng ta có thể xây dựng được phương trình cho các sóng phẳng. Để kết luận rằng phương trình đó cũng đúng cho một trường hợp tổng quát bất kì đòi hỏi hàm sóng phải tuân theo nguyên lý chồng chất trạng thái.

#### Phương trình cho sóng phẳng đơn sắc
Schrödinger đã có một cách nhìn sâu sắc, vào cuối năm 1925, đó là phải biểu diễn pha của một sóng phẳng như là một thừa số pha phức:
{\displaystyle \Psi (\mathbf {x} ,t)=Ae^{i(\mathbf {k} \cdot \mathbf {x} -\omega t)}}
và nhận ra rằng vì
{\displaystyle {\frac {\partial }{\partial t}}\Psi =-i\omega \Psi }
nên 
{\displaystyle E\Psi =\hbar \omega \Psi =i\hbar {\frac {\partial }{\partial t}}\Psi }
và tương tự vì
{\displaystyle {\frac {\partial }{\partial x}}\Psi =ik_{x}\Psi }
và
{\displaystyle {\frac {\partial ^{2}}{\partial x^{2}}}\Psi =-k_{x}^{2}\Psi }
chúng ta tìm ra:
{\displaystyle p_{x}^{2}\Psi =(\hbar k_{x})^{2}\Psi =-\hbar ^{2}{\frac {\partial ^{2}}{\partial x^{2}}}\Psi }
do đó, đối với sóng phẳng, ta được: 
{\displaystyle p^{2}\Psi =(p_{x}^{2}+p_{y}^{2}+p_{z}^{2})\Psi =-\hbar ^{2}\left({\frac {\partial ^{2}}{\partial x^{2}}}+{\frac {\partial ^{2}}{\partial y^{2}}}+{\frac {\partial ^{2}}{\partial z^{2}}}\right)\Psi =-\hbar ^{2}\nabla ^{2}\Psi }
Và bằng cách thế những biểu thức cho năng lượng và xung lượng này vào công thức cổ điển {\displaystyle E={\frac {p^{2}}{2m}}+V} chúng ta thu được phương trình nổi tiếng của Schrödinger cho trường hợp một hạt trong không gian ba chiều với sự có mặt của một trường thế năng V:
{\displaystyle i\hbar {\frac {\partial }{\partial t}}\Psi =-{\frac {\hbar ^{2}}{2m}}\nabla ^{2}\Psi +V\Psi }
Phương trình này đã được tổng quát hóa thành một tiên đề của cơ học lượng tử, nghĩa là coi nó là đúng cho mọi trường hợp mà không thể chứng minh được bằng lý thuyết mà chỉ có thể kiểm chứng bằng thực nghiệm. Phương trình Schrödinger đã đưa ra được nhiều tiên đoán phù hợp với thực tế và được kiểm định là đúng cho vô số trường hợp khác nhau.